# Цуња (Тренто)
Цуња је насеље у Италији у округу Тренто, региону Трентино-Јужни Тирол.
Према процени из 2011. у насељу је живело 1 становника. Насеље се налази на надморској висини од 1606 м.